# Ornon
Ornon är en kommun i departementet Isère i regionen Auvergne-Rhône-Alpes i sydöstra Frankrike. Kommunen ligger i kantonen Le Bourg-d'Oisans som tillhör arrondissementet Grenoble. År 2022 hade Ornon 151 invånare.

## Befolkningsutveckling
Antalet invånare i kommunen Ornon
Referens:INSEE